# Schwedelbach
Schwedelbach là một đô thị ở huyện Kaiserslautern, southern Rheinland-Pfalz, nước Đức. Đô thị Schwedelbach có diện tích 8,41 km². Đô thị này thuộc Verbandsgemeinde Weilerbach.